# هوی دی
هوی دی (انگلیسی: Heavy D؛ ۲۴ مهٔ ۱۹۶۷ – ۸ نوامبر ۲۰۱۱) هنرپیشه، خواننده رپ و تهیه‌کننده موسیقی اهل ایالات متحده آمریکا بود. وی بین سال‌های ۱۹۸۶ تا ۲۰۱۱ میلادی فعالیت می‌کرد.
از فیلم‌ها یا برنامه‌های تلویزیونی که وی در آن نقش داشته‌است می‌توان به استپ آپ، قوانین خانه سایدر و بی.ای.پی.اس اشاره کرد.